# 神化引
神化引，又名蝶夢遊、蝶夢吟、神化吟、神化是一首古琴曲。在部份琴譜中說明和另一曲莊周夢蝶一樣以「莊周夢蝶」的故事為題。現存琴譜中最早見於《神奇秘譜》下卷的霞外神品。

## 收錄琴譜
《神奇秘譜》、《風宣玄品》、《杏莊太音補遺》、《重修真傳琴譜》、《玉梧琴譜》、《藏春塢琴譜》、《太古正音琴譜》、《松絃館琴譜》、《大還閣琴譜》、《誠一堂琴譜》、《五知齋琴譜》、《蘭田館琴譜》、《琴香堂琴譜》、《自遠堂琴譜》、《天聞閣琴譜》、《詩夢齋琴譜》等約三十部明清琴譜

## 解題
- 《神奇秘譜》：「臞仙曰：『是曲之趣也，有飄然脫屣塵滓之意。其神與物俱化，想像乎浮空明於林泉大麓之間，與蜂蝶之所翩翩，而忘於形骸之外也。』」[2]
- 《杏莊太音補遺》：「夢神之所為也。周夢為蝶，神化之也。」[3]
- 《重修真傳琴譜》：「是引，莊子作，一名蝶夢遊。」[4]

## 打譜版本
- 《神奇秘譜》，吳文光打譜[5]